# 上馬場 (八潮市)
上馬場（かみばんば）は、埼玉県八潮市の大字。郵便番号は340-0803。

## 地理
八潮市の中央部と西部に位置する。中央部の区域に隣接する地区として東と南は中馬場、西は中央、北は二丁目、と隣接している。また、西部の区域に隣接する地区として東は中央、緑町、南は西袋、柳之宮、北は柳之宮と隣接している。1982年（昭和57年）と1998年（平成10年）に地区の大半の区域で行っていた区画整理が完了。それに伴い、中央と緑町に町名変更が実施された。そのため現在の地区は、中央と緑町を挟み東西に分かれて位置している。なお、西部の区域では区画整理が行われている。 

## 由来
馬の牧場の上（北）に因むとされる。

## 歴史
もとは江戸期より存在した武蔵国埼玉郡八条領に属する上馬場村であった。古くは馬場と称されたひとつの村であったが、中馬場村、下馬場村（のちの大原村、現大原）とともに上馬場が馬場から分村されたと云われている。

### 沿革
- はじめは幕府領で、以降変遷なし[7]。なお、検地は1612年（慶長17年）に実施。
- 幕末の時点では埼玉郡に属し、明治初年の『旧高旧領取調帳』の記載によると、代官佐々井半十郎支配所が管轄する幕府領であった[8]。
- 1868年（慶応4年）6月19日 - 幕府領が武蔵知県事・山田政則（忍藩士）の管轄となる。
- 1869年（明治2年）1月13日 - 武蔵知県事・河瀬秀治の管轄区域に小菅県を設置、同県の管轄となる。県庁は葛飾郡小菅村に置かれる。
- 1871年（明治4年）11月14日 - 太政官布告第594により小菅県を廃止。埼玉県の管轄となる。
- 1873年（明治6年） - 地内の観音寺を仮用して上馬場学校が創立される[7][9]。
- 1879年（明治12年）3月17日 - 郡区町村編制法により成立した南埼玉郡に属す。郡役所は岩槻町に設置。
- 1884年（明治17年）7月 - 連合戸長役場制により成立した上馬場村連合に属す。連合戸長役場は上馬場に設置。
- 1889年（明治22年）4月1日 - 町村制施行に伴ない、南埼玉郡中馬場村、大原村、西袋村、浮塚村、柳之宮村、大曾根村、南後谷村と合併し、南埼玉郡八幡村が成立、上馬場村は八幡村の大字上馬場となる。
- 1956年（昭和31年）9月28日 - 潮止村、八條村と合併し、南埼玉郡八潮村の大字となる。
- 1964年（昭和39年）10月1日 - 町制施行により、南埼玉郡八潮町の大字となる。
- 1972年（昭和47年）1月15日 - 市制施行により、八潮市の大字となる。
- 1982年（昭和57年）10月2日 - 八潮第一土地区画整理事業 の完成に伴い、町名および地番が変更され事業区域内にあった地区の一部（字馬場方、字東後、字東屋敷、字馬場裏、字上丸田、字西、字天神、字西屋敷）が、八潮市中央一丁目〜中央四丁目となる。
- 1998年（平成10年）11月21日 - 稲荷伊草第一土地区画整理事業の完成に伴い、町名および地番が変更され事業区域内にあった地区の一部（字東後、字西、字西後）が、八潮市緑町二丁目、四丁目となる。

## 世帯数と人口
2020年（令和2年）11月1日現在の世帯数と人口は以下の通りである。
| 大字   | 世帯数  | 人口  |
| ------ | ------- | ----- |
| 上馬場 | 255世帯 | 475人 |

## 小・中学校の学区
市立小・中学校に通う場合、学区は以下の通りとなる。
| 番地                                                                                  | 小学校             |
| ------------------------------------------------------------------------------------- | ------------------ |
| 1〜11                                                                                 | 八潮市立潮止小学校 |
| 362〜の377、380〜466、471〜473、475〜477、584〜585、587〜589、591〜614、617〜618、621 | 八潮市立八幡小学校 |
| 番地                                                                                  | 中学校             |
| 1〜11                                                                                 | 八潮市立八潮中学校 |
| 362〜377、380〜466、471〜473、475〜477、584〜585、587〜589、591〜614、617〜618、621   | 八潮市立八幡中学校 |

## 交通
地内に鉄道は敷設されていない。

### 道路
- 千葉県道・東京都道・埼玉県道54号松戸草加線（バイパス） - 2023年現在暫定的に埼玉県道115号と重複している。地内で延長工事が行なわれ、将来的には柳之宮橋に繋がる予定である。
- 埼玉県道115号越谷八潮線（産業道路）
- 浄水場通り

## 施設
地内はほぼ宅地として利用されていて一部で民間施設が点在するが、特筆に値する施設はない。なお、上馬場公民館は中央4丁目。上馬場児童公園は中央3丁目に所在する。